# ASTM International
ASTM International, abans coneguda com a American Society for Testing and Materials, és una organització internacional de normalització que desenvolupa i publica estàndards tècnics de consens voluntari per a una àmplia gamma de materials, productes, sistemes i serveis. Uns 12.575 estàndards de consens voluntari ASTM funcionen a tot el món. La seu de l'organització es troba a West Conshohocken, Pennsilvània al nord-oest de Filadèlfia.
Es va fundar l'any 1902 com a Secció Americana de l'Associació Internacional d'Assajos de Materials (vegeu també Organització Internacional per a la Normalització).
Un grup de científics i enginyers, liderats per Charles Dudley, van formar ASTM el 1898 per abordar les freqüents ruptures de ferrocarril que afecten la indústria ferroviària de ràpid creixement. El grup va desenvolupar un estàndard per a l'acer utilitzat per fabricar rails. Originalment anomenada "American Society for Testing Materials" el 1902, es va convertir en la "American Society for Testing And Materials" el 1961. L'any 2001, ASTM va canviar oficialment el seu nom a "ASTM International" i va afegir el lema "Standards Worldwide". El 2014, va canviar el lema a "Ajudar al nostre món a treballar millor". Ara, ASTM International té oficines a Bèlgica, Canadà, Xina, Perú, Washington, DC i West Conshohocken, PA.